# Münire Manisa
Münire Manisa is een Nederlandse ex-politica. Ze was lid van de Partij van de Arbeid en werd bekend met de groep 'Turks-Nederlands Tegengeluid'.

## Turks-Nederlands Tegengeluid
In november 2014 komt toenmalig minister Asscher van Sociale Zaken & Werkgelegenheid met een rapport naar buiten van Motivaction. Hij noemt dit rapport meteen ‘verontrustend’. Uit het rapport zou blijken dat ongeveer 90% van de Turks-Nederlandse jongeren sympathie heeft voor de terroristische organisatie IS. Samen met andere politici schrijft Manisa een petitie, gericht aan de minister, waarin zij serieuze kanttekening bij het rapport plaatsen. De petitie wordt mede ondertekend door een groot aantal politici en binnen minder dan een dag wordt de petitie door meer dan 2000 mensen ondertekend. Als reactie op de grote verontwaardiging die is ontstaan, nodigt minister Asscher de groep uit op het ministerie om in gesprek te gaan over het rapport. Op 24 november 2014 vindt dit gesprek plaats. Na afloop noemt de minister het een ‘stevig gesprek’. Er wordt afgesproken dat er een vervolgonderzoek plaats zal vinden. In de periode die daarop volgt, noemt de groep achter de petitie zich ‘Turks-Nederlands Tegengeluid’ en blijft de groep zich inspannen om de verkeerde beeldvorming recht te zetten.
Zo organiseren zij bijeenkomsten door het hele land en richten een denktank op die in nauw contact zal staan met ministeries en politieke partijen om op beleidsniveau input te geven op onderwerpen. Er worden bijeenkomsten georganiseerd met minister Asscher, minister Bussemaker (Onderwijs, Cultuur & Wetenschap), minister Plasterk (Binnenlandse Zaken & Koninkrijksrelaties) en minister-president Rutte (kabinet-Rutte II). Vanuit de media is er veel aandacht voor de groep. Op 27 juli 2015 zendt Human een documentaire uit over het Motivaction rapport en de rol van de minister. Voor deze documentaire wordt ook Turks-Nederlands Tegengeluid op de voet gevolgd. Op 30 juni 2015 wordt het vervolgonderzoek gepresenteerd. Daaruit blijkt dat het eerste onderzoek feitelijk niet klopt. De minister zegt dat het ‘serieuze tekortkomingen’ bevat. Het rapport deugt niet, zoals Turks-Nederlands Tegengeluid vanaf het begin heeft aangegeven. Na publicatie van dit rapport heeft Turks-Nederlands Tegengeluid deelgenomen aan hoorzittingen in de Tweede Kamer en hebben zij aangedrongen op een onderzoek naar moslimhaat. Ook dat onderzoek is inmiddels uitgevoerd en opgeleverd.

## Regenboogpad
Op 9 september 2015 dient Manisa een motie in om een regenboogzebrapad in Amsterdam Nieuw-West te realiseren. De motie wordt door alle partijen aangenomen. Manisa geeft aan dat het pad moet bijdragen aan de acceptatie van homoseksuelen en biseksuelen in het stadsdeel. Waar in eerste instantie het idee wordt geopperd om het pad te realiseren in Amsterdam Osdorp bij de Sloterplas, wordt later uitgeweken naar station Sloterdijk. Daar wordt een 100 meter lang regenboogpad aangelegd, waarmee dit het langste regenboogpad ter wereld wordt. Op 1 november 2016 wordt het pad een feit en wordt het met een feestelijke opening gevierd. Na de opening van het pad, treedt Manisa ook toe tot het bestuur van de belangenvereniging COC. Daar blijft zij ongeveer een jaar actief.

## Afscheid PvdA
Op 13 november 2017 zegt Manisa haar lidmaatschap van de Partij van de Arbeid op. Hoewel zij als talent van de partij werd gezien en door Ahmed Marcouch werd getipt als kandidaat voor de Tweede Kamer, komt het tot een breuk tussen Manisa en de partij. Met de gemeentelijke fractie ontstaat frictie. Waar zij haar eerst lange tijd sterk hebben aangespoord om zich kandidaat te stellen voor de gemeenteraadsverkiezingen, geven zij haar na één gesprek met de sollicitatiecommissie te kennen dat ze helemaal niet op de lijst komt te staan omdat ze iemand met een ‘meer verbindend profiel’ zoeken. Dit stuit Manisa tegen de borst omdat zij zich de afgelopen periode juist verbindend opgesteld zou hebben door zich voor verschillende gemeenschappen in te zetten. Zij hekelt de dan gaande vriendjespolitiek en keert de partij na meerdere interne gesprekken teleurgesteld de rug toe. Met de fractie in de bestuurscommissie spreekt zij af dat zij tot het einde van de termijn aan zal blijven en rondt zij haar termijn netjes af.

## Na de politiek
Ook na afronding van haar termijn als politica verdwijnt Manisa niet uit beeld. Zo blijft zij stukken schrijven voor onder andere Het Parool en Joop en is ze regelmatig te gast bij tv- en radio uitzendingen over verschillende onderwerpen. Met name het optreden in oktober 2019 bij het tv-programma De Nieuwe Maan over de Turkse interventie in Syrië maakt veel los. In het programma Dit is de Zaterdag op NPO Radio 1 is ze een van de terugkerende gasten.

## Persoonlijk
Manisa heeft Sociaal Juridische Dienstverlening gestudeerd aan de Hogeschool van Amsterdam en heeft daarnaast aanvullende vakken aan de Open Universiteit gevolgd. Sinds 2013 runt zij een juridisch advies- en incassobureau in Amsterdam Nieuw-West. Hoewel zij oorspronkelijk van Turkse afkomst is, zegt zij niet te stemmen voor de Turkse verkiezingen en is zij geen voorstander van een politieke partij in Turkije. Na haar afscheid bij de Partij van de Arbeid, is ze niet lid geworden van een andere politieke partij.